# Антисемитизм: здесь и сейчас
Антисемитизм: здесь и сейчас (англ. Antisemitism: Here and Now) — книга Деборы Липштадт, опубликованная в феврале 2019 года.
Книга написана в форме серии писем между «умной» студенткой колледжа «Эбигейл» и доброжелательным профессором юридического факультета нееврейского происхождения «Джо», которые являются собирательными образами людей из академических и социальных кругов Липштадт. Вопросы, поднятые в письмах, основаны на реальных вопросах, которые задавали Деборе Э. Липштадт об антисемитизме. 
Липштадт определяет антисемитизм как «не ненависть к людям, которые оказались евреями. Это ненависть к ним, потому что они евреи», и оговаривается, что она возникает «независимо от каких-либо действий евреев».